# Super Bases Loaded 2
Super Bases Loaded 2 es un videojuego de béisbol para Super NES. A diferencia de su predecesor, Super Bases Loaded, este juego es más fácil de jugar.
El juego es la sexta entrega global de la serie Bases Loaded y la segunda entrega de la serie para Super NES. La serie abarcó tres generaciones de consolas y total de ocho entregas. El original título de Bases Loaded es un juego arcade que Jaleco portó al NES. También hubo una versión de Bases Loaded para Game Boy. Sólo el Bases Loaded original fue un juego arcade, y el resto de la serie fueron exclusivas para sus consolas particulares.
Hay cuatro videojuegos en la serie para el NES, Bases Loaded, Bases Loaded II: Second Season, Bases Loaded 3 y Bases Loaded 4. La serie continuó en la plataforma SNES con Super Bases Loaded, Super Bases Loaded 2, y Super Bases Loaded 3. La entrada final para la serie fue Bases Loaded '96: Double Header, lanzado para las consolas de quinta generación Sega Saturn y PlayStation.